# هورب أم نيكار
هرب أم نكار (بالألمانية: Horb am Neckar) هي بلدة كبيرة ‏، مدينة وبلدة ألمانية تقع في ألمانيا في فرويدنشتات. يقدر عدد سكانها بـ 26,136 نسمة .

## أعلام
- لورينز بوك